# Protocollo di Londra (1829)
Il Protocollo di Londra del 22 marzo 1829 fu una conferenza degli ambasciatori delle tre "Potenze protettrici" (Francia, Regno Unito e Russia) che stabilì i confini della Grecia indicando un territorio a sud di una linea che andava dal Golfo di Arta al Golfo Pagaseo compresa l'isola di Eubea e le Cicladi ma non Creta. Secondo il Protocollo di Londra del 1829 la Grecia sarebbe rimasta uno Stato tributario dell'Impero Ottomano e il suo sovrano sarebbe stato scelto tra un principe non appartenente ad una delle famiglie regnanti delle tre Potenze. Lo stesso anno, il 30 novembre, una seconda Convenzione di Londra stabilì invece che la Grecia avrebbe dovuto ottenere l'indipendenza e ne vennero ridotti i confini spostandoli fino al fiume Aspropotamos e al Golfo Maliaco.